# Bernard Bénézet
Pour les articles homonymes, voir Bénézet.
Bernard Bénézet, né à Lagrasse le 21 janvier 1835 et mort à Toulouse le 19 mai 1897, est un peintre et historien de l'art français.

## Biographie
Bernard Bénézet naît à Lagrasse. Il est le fils d'Étienne Bénézet et d'Anne Joulia. Formé à l'École supérieure des beaux-arts de Toulouse, il est élève d'Hippolyte Flandrin, avec lequel il gardera des liens d'amitié. Il a obtenu le Grand Prix de Paris[Lequel ?][Quand ?], ville où il est resté jusqu'en 1863. De retour à Toulouse, il peint des nombreuses œuvres pour décorer les églises. Il est également l'auteur d'œuvres profanes.
Il publie en 1875 un discours en prose, Goudelin et Jasmin, sur les poètes occitans Pèire Godolin et Jasmin.
Il meurt à son domicile toulousain au 40, avenue de Paris (actuelle avenue des États-Unis).

## Œuvres dans les collections publiques
- Bordeaux, église Saint-Ferdinand : Chemin de croix, 1873.
- Buzet-sur-Tarn, église Saint-Martin : : Messe de saint martin et La Conversion de sa mère, 1896, scène de la vie de saint Martin, deux huiles sur toiles inscrites au titre des monuments historiques[3]. Ces deux toiles sont les derniers œuvres du peintre.
- Toulouse :
  - musée des Augustins :
    - Saint Sébastien jeté dans une mare, 1866, huile sur toile[4] ;
    - Le Vœu des Capitouls, entre 1863 et 1897, huile sur toile[5] ;
    - Projet de plafond pour la salle des mariages au Capitole, 1880-1885, huile sur toile[6].

  - musée du Vieux Toulouse : Jeune fille à la cruche, 1895, huile sur toile.
  - église Notre-Dame du Taur : La Mort de saint Joseph.
- Villemur-sur-Tarn, église Saint-Michel :
  - Combat des bons et des mauvais anges, 1862, plafond de l'abside ;
  - Création de l’Homme, 1862, chœur.

Œuvres de Bernard Bénézet
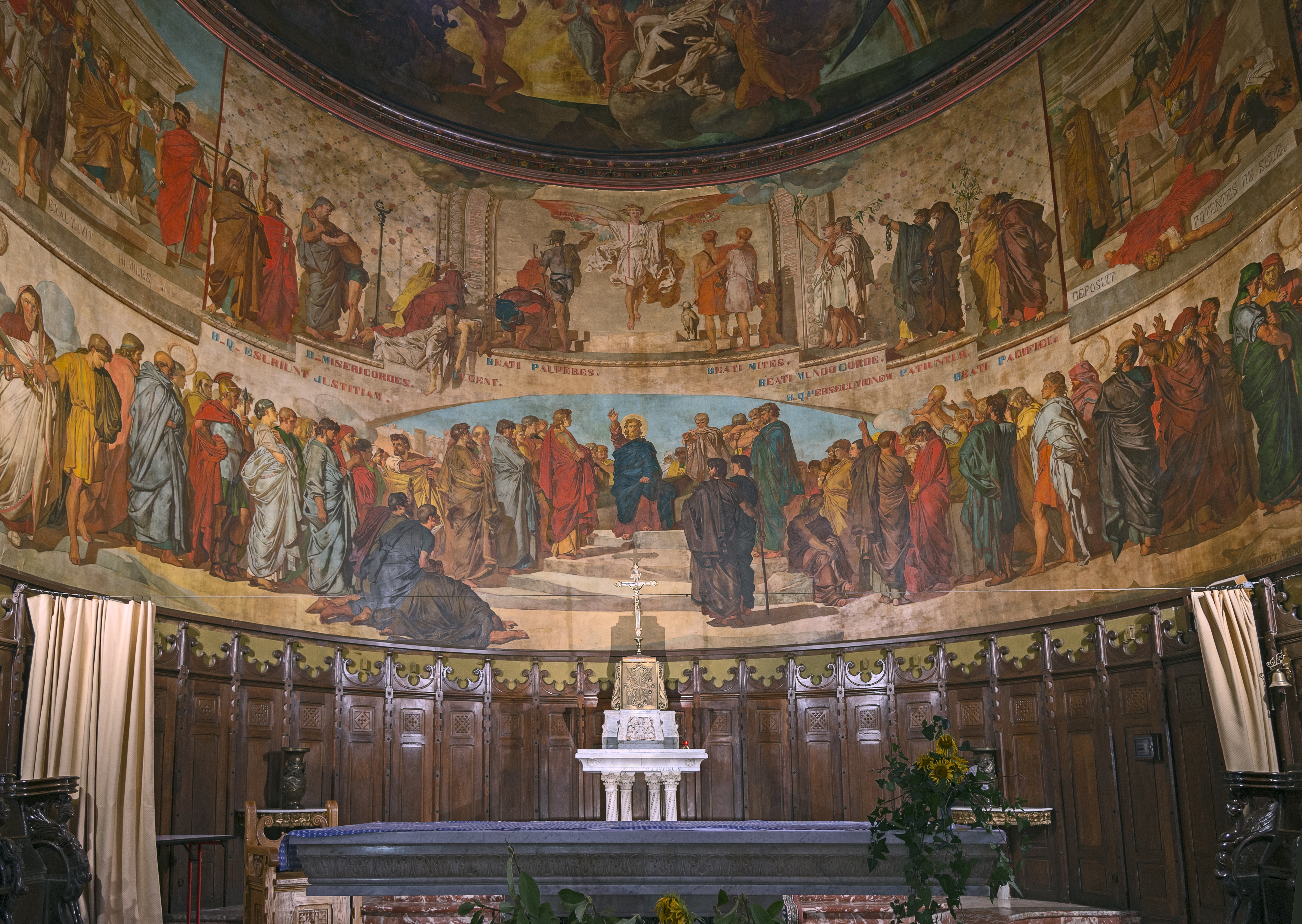
Création de l’Homme, 1862, Villemur-sur-Tarn, église Saint-Michel, abside.
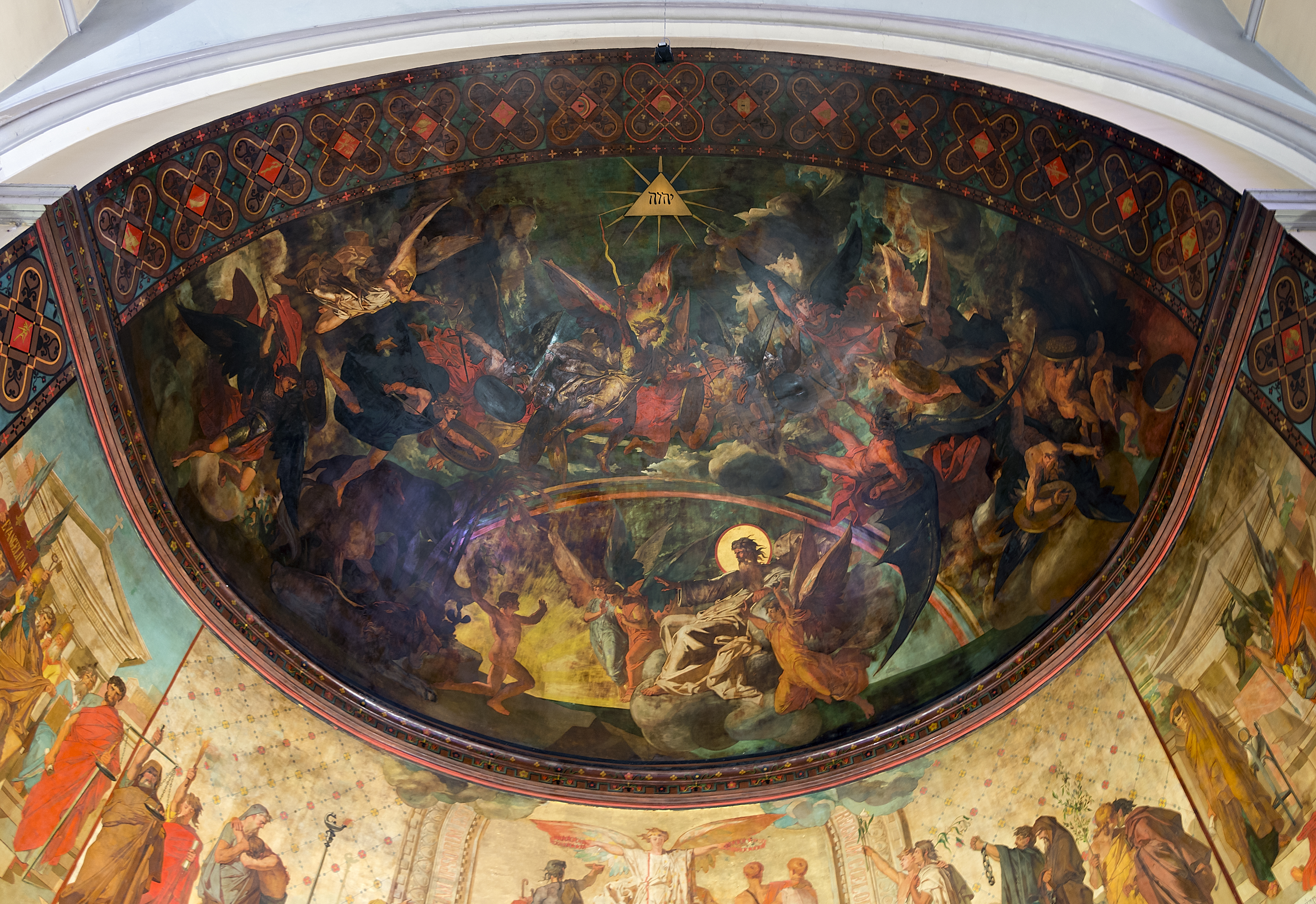
Combat des bons et des mauvais anges, 1862, Villemur-sur-Tarn, église Saint-Michel, plafond de l'abside.
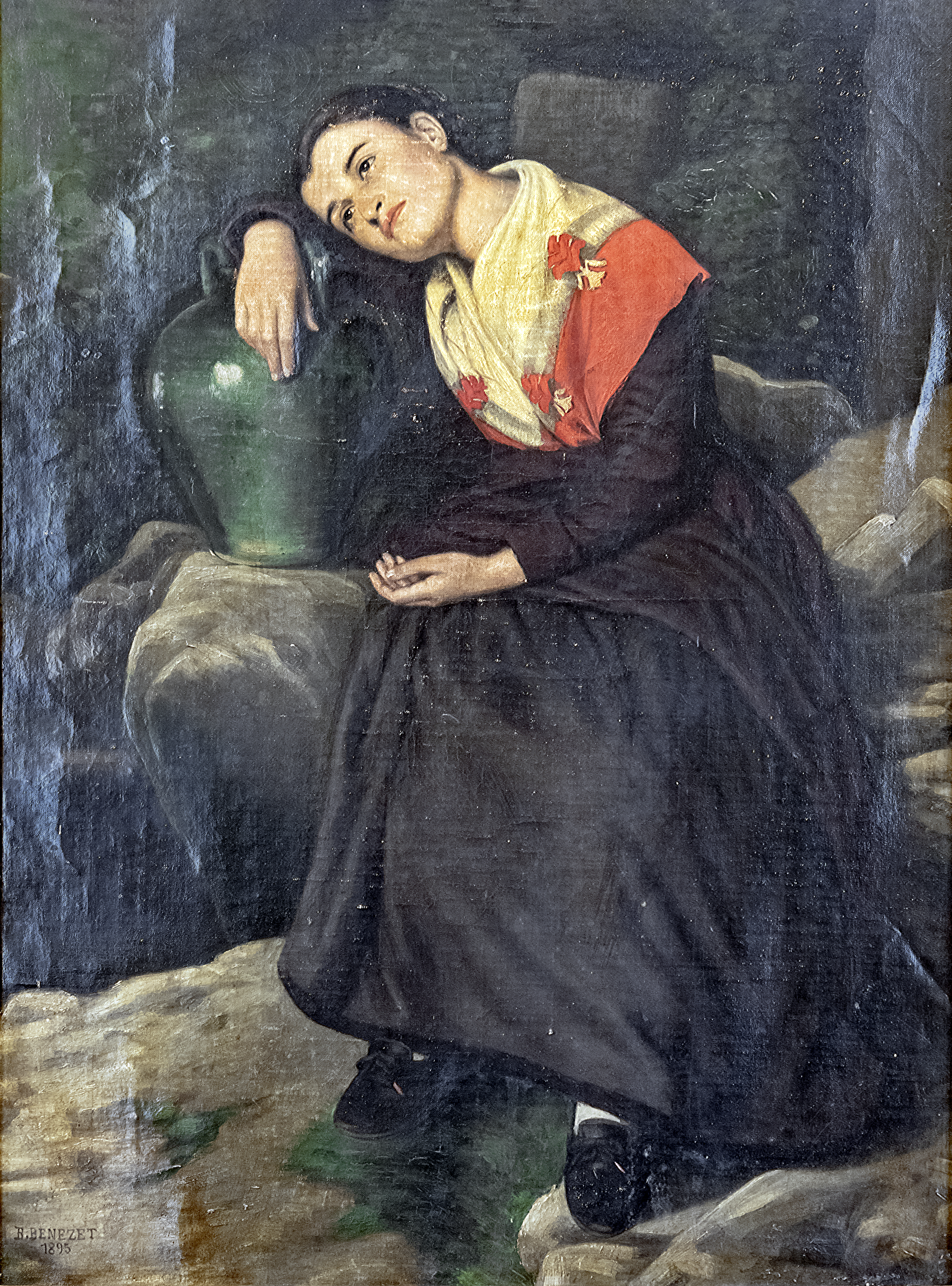
Jeune fille à la cruche, 1895, musée du Vieux Toulouse.
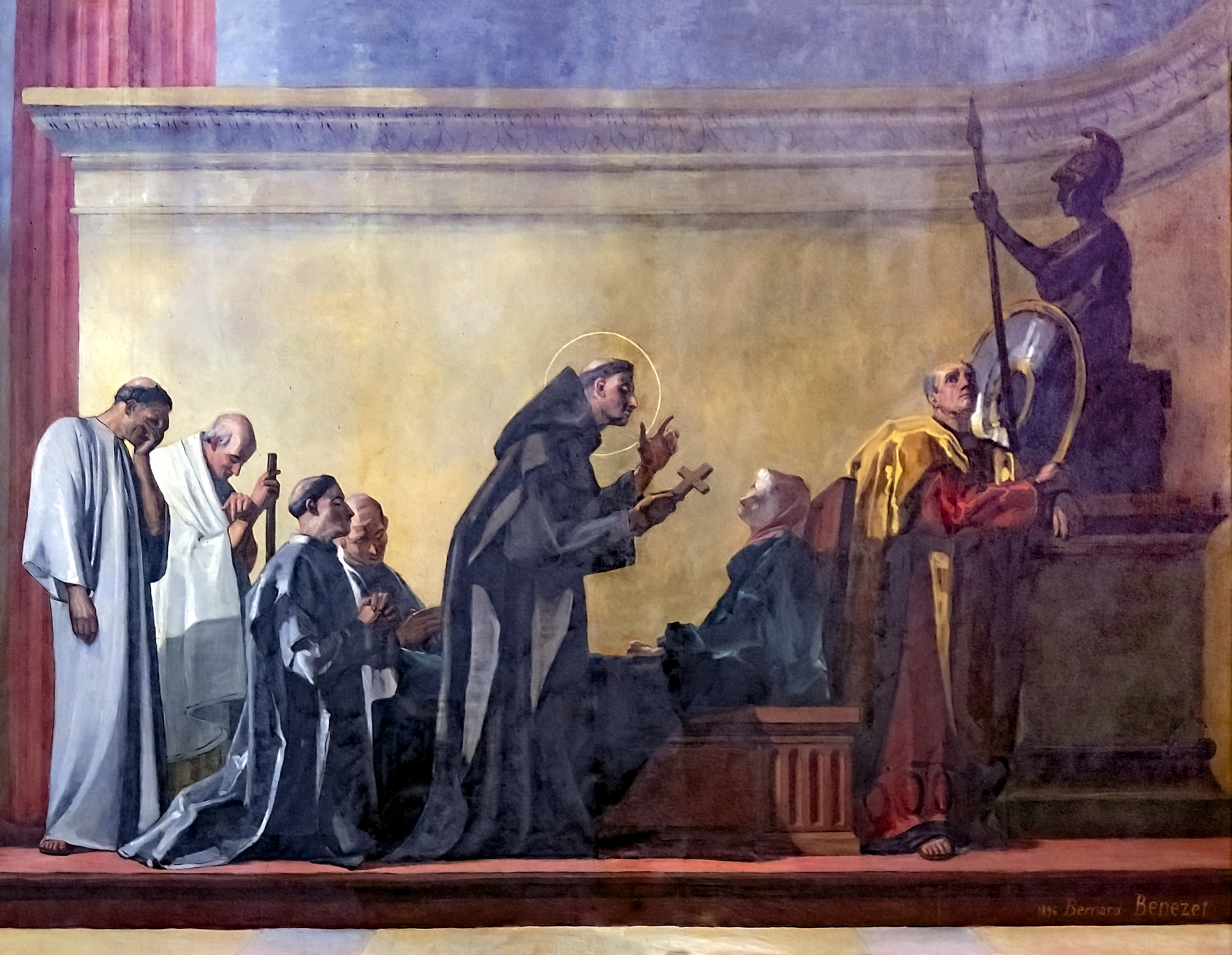
Saint Martin convertit sa mère, 1896, Buzet-sur-Tarn, église Saint-Martin.
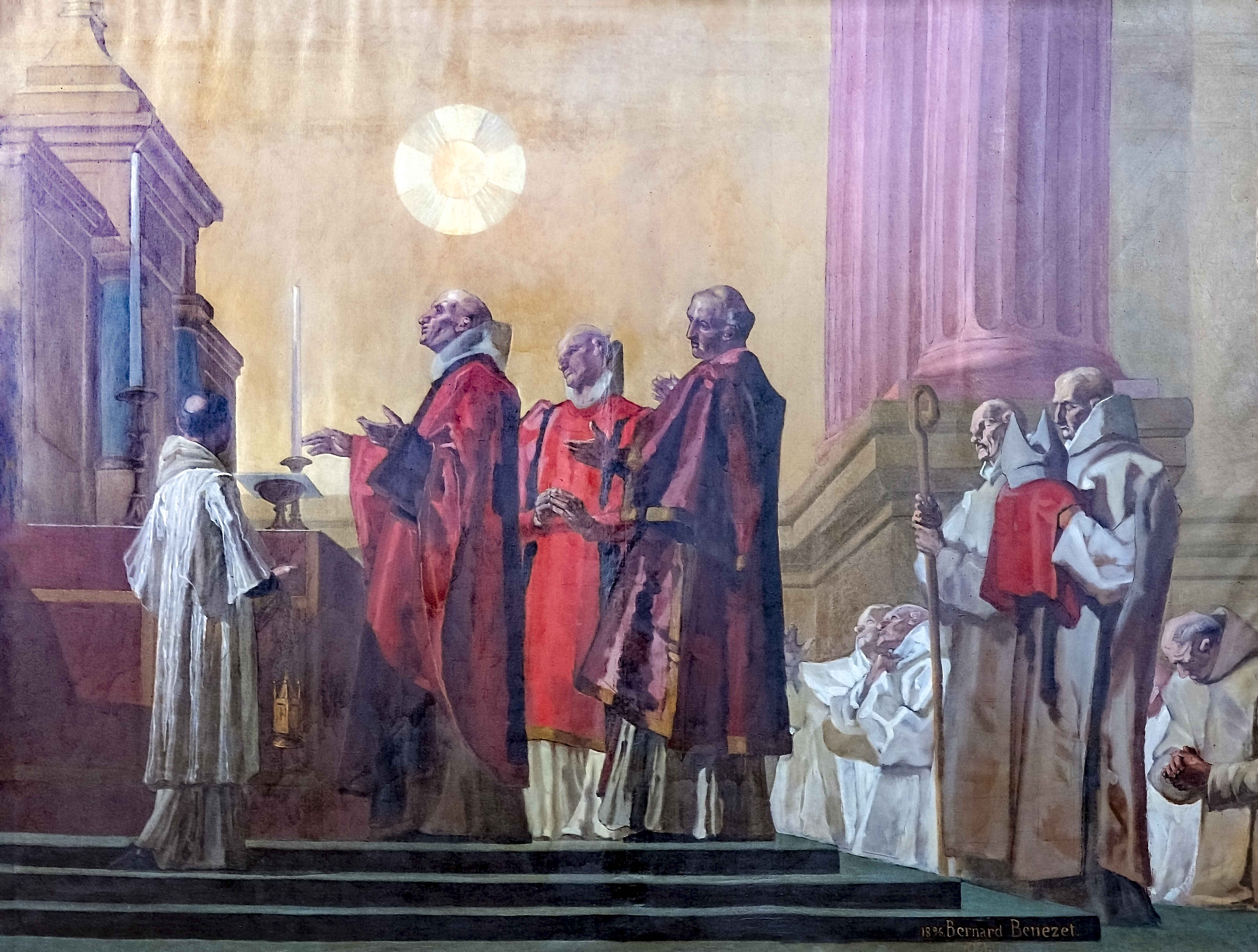
Messe de saint Martin, 1896, Buzet-sur-Tarn, église Saint-Martin.
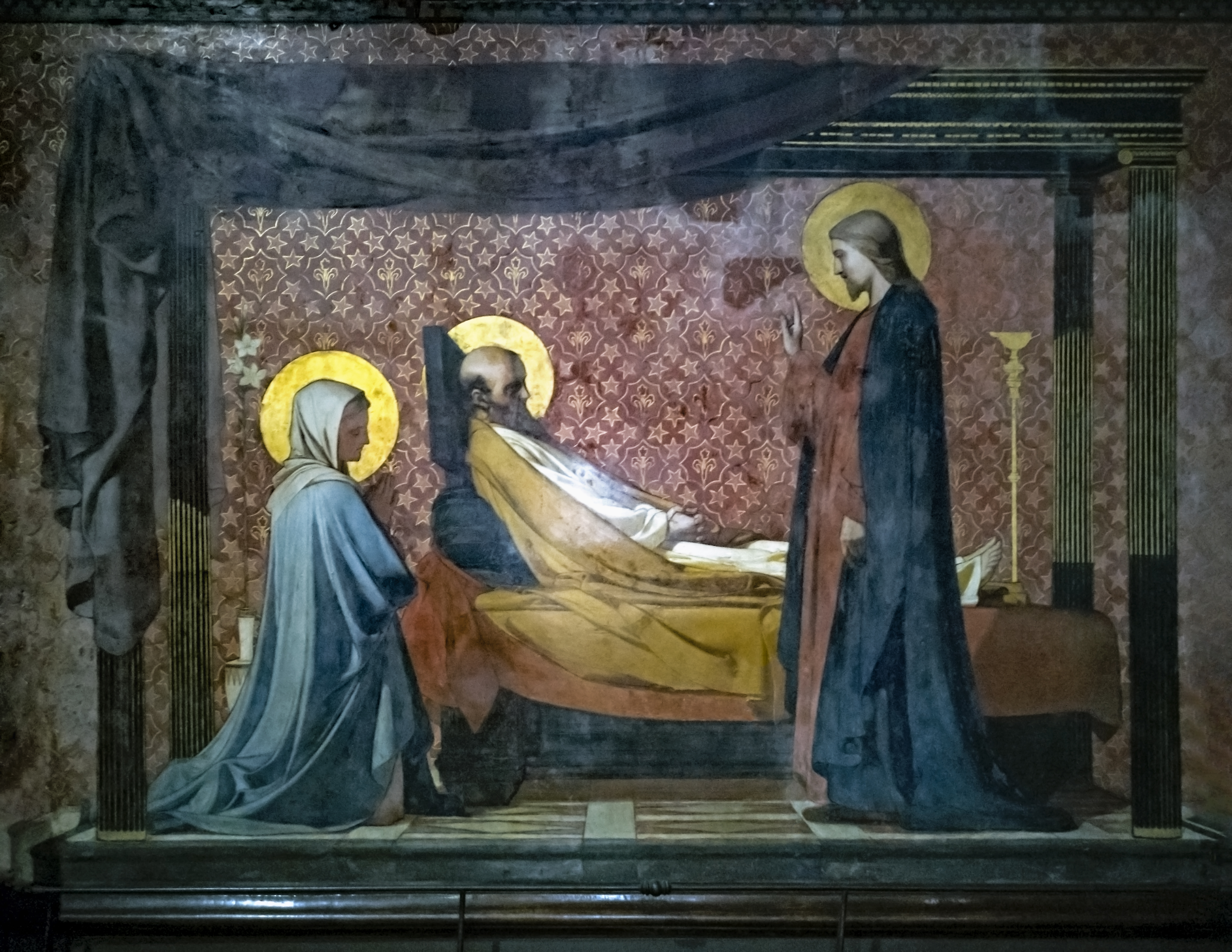
La Mort de saint Joseph, Toulouse, église Notre-Dame du Taur.